# 南乳花生

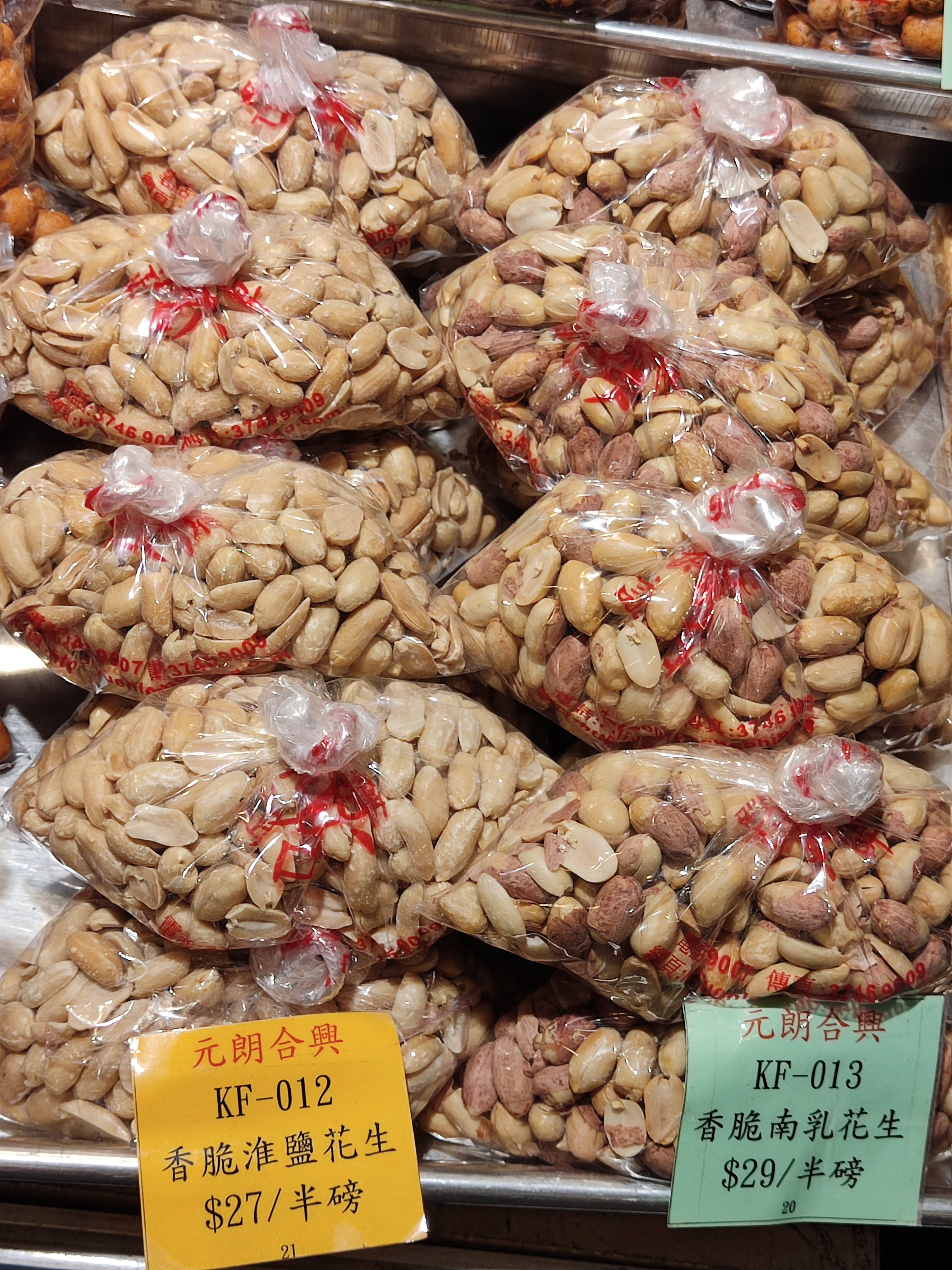

南乳花生，也称南乳花生肉，是由南乳腌制的花生经煮制、炒制而成，为广东佛山市顺德特色美食之一，属于粤菜之顺德菜。

## 历史
南乳花生的由来有两个版本：一说南乳花生为清朝同治九年，由广东云浮县一陈姓盲公所创，今云浮有“麦记南乳花生”名扬；另说清朝咸丰年间，广州西关盲人阿德所创制。阿德原是厨师，因炸煎堆被热油溅瞎了双眼，虽然看不见火力强弱，但仍坚持烹饪，用火格外小心，炒制出来的花生特别酥脆。盲公德住在多宝坊，在门口设摊摆卖。因其南乳制花生独具风味，慢慢有名声。当时居住在多宝坊的书法家李文田品尝后十分欣赏。他在得知盲公德用南乳酱水浸泡花生米一夜后风干，与炒热的大粒黄砂一起炒焖至熟制成，遂将这种炒花生方法命名为“南乳花生肉”。李文田在当地名望很高，在他的褒扬下，南乳花生声名远播。后来传到顺德，风味再次改进。1997年，在浙江省杭州市举行的中华名小吃认定活动中，顺德李禧记的南乳花生入选“中华名小吃”。

## 制法
南乳花生的用料：净花生米500克，南乳25克，甘草50克，盐5克，清水1500克。先把花生米用清水浸发后，烧沸水放入材料，慢火煮软后捞起滤干后晾干。再用铁镬把粗砂粒炒热，放入花生米，慢火炒脆，筛隔去砂粒制成。

## 相关
- 顺德菜
- 盲公饼
- 凤城粉粿
- 陈村粉
- 大良牛乳